# Sypitki
Sypitki (deutsch Sypittken, 1938–1945 Vierbrücken) ist ein zur Gemeinde Kalinowo (Kallinowen, 1938 bis 1945 Dreimühlen) zählendes Dorf im nordöstlichen Masuren in der polnischen Woiwodschaft Ermland-Masuren, Powiat Ełcki (Kreis Lyck).

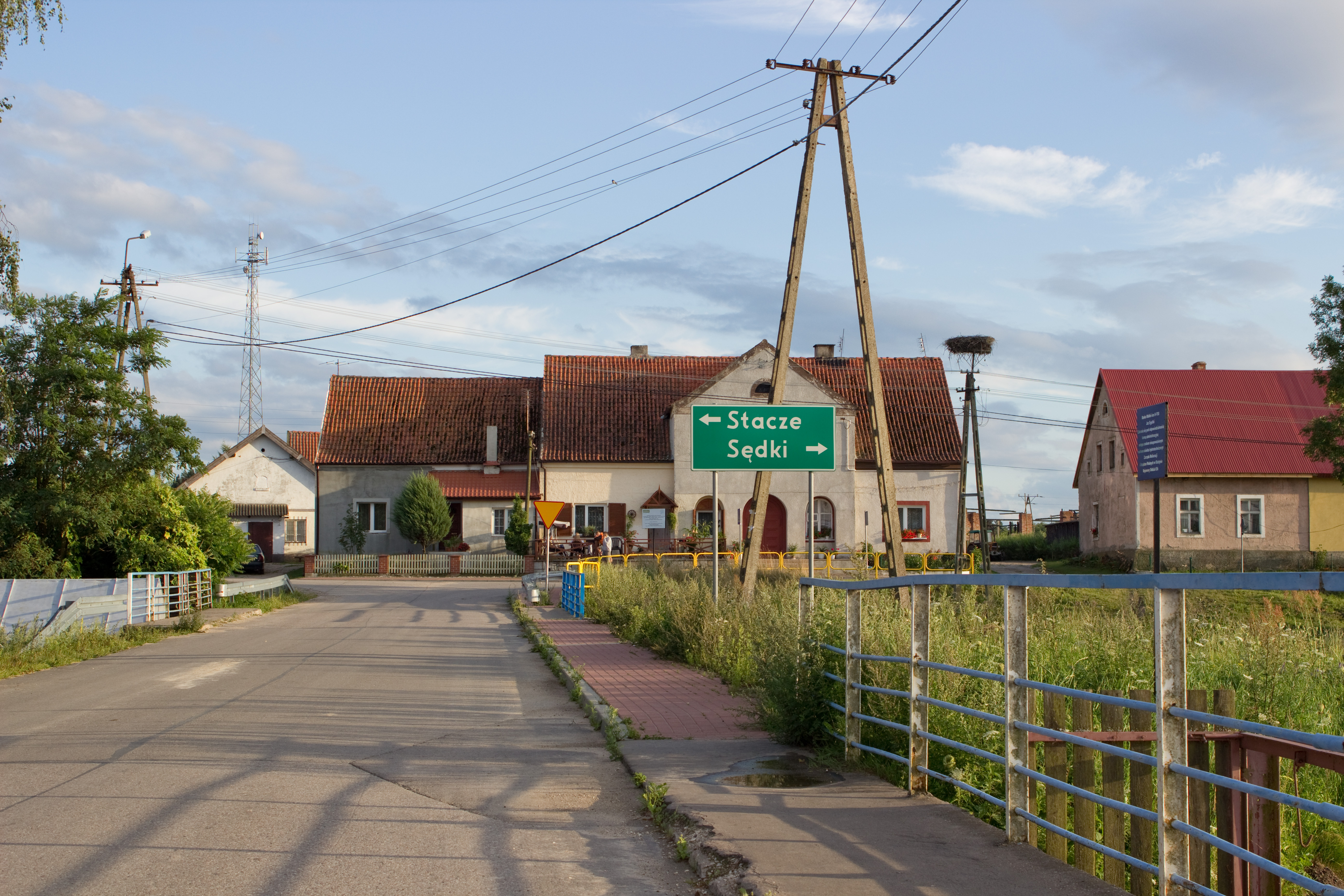
Ortsmitte von Sypitki

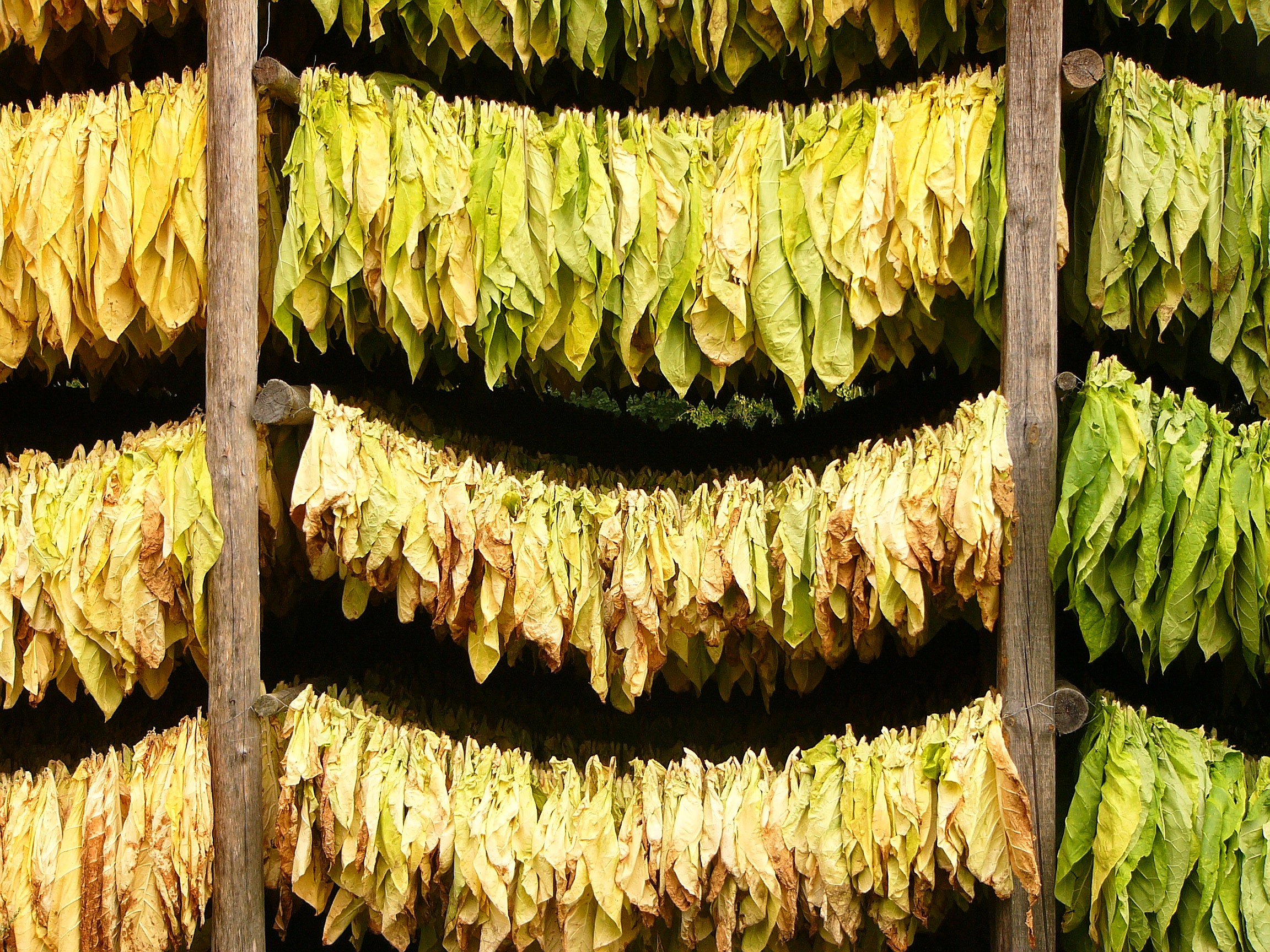
Tabakblätter beim Trocknen in Sypitki

## Geographische Lage
Sypitki befindet sich elf Kilometer Luftlinie südwestlich der Ortschaft Kalinowo an einer Landstraße im Süden der Landgemeinde und liegt 14 Kilometer südöstlich der Kreisstadt Ełk (Lyck). Durch den Ort fließt die – hier auch „Malkien“ genannte – Lega, die den Großen Sellmentsee (polnisch Jezioro Selmęt Wielki) speist.

## Geschichte
1483 wurde Sypittken gegründet, als im Bereich der Ortsstelle ein Jakob Schipittka erwähnt wird, der neben Peter Rochatt und Stank Ahareyk die Verfügungsgewalt über die 22,5 Hufen große Handfeste bekam. Da ein Ortsname noch nicht urkundlich auftaucht, ist anzunehmen, dass Jakob Schipittka dem Ort seinen Namen Sypittken gab.
Später ging ein Großteil des Dorfes in den Besitz der Familie Buc(z)ylowski über.
1522 erhielt Sypittken das Recht eine private Mühle zu bauen.
1656 erfuhr die Region um Kallinowen herum durch den Einfall der mit Polen verbündeten Tataren weitgehende Zerstörung.
Am 27. Mai 1874 entstand im Zuge einer preußischen Gemeindereform neu ein Amtsbezirk Sawadden, zu dem neben Sypittken die Landgemeinden Brodowen, Buczylowen, Cziessen, Czynczen, Jebramken, Klein Lasken, Krzywen, Kutzen, Ossarken und Statzen sowie der Gutsbezirk Sawadden gehörten.
Februar 1896 wurde die Landgemeinde Ossarken in Sypittken eingemeindet.
Am 30. Juni 1906 kam es zur Umbenennung des Amtsbezirks Sawadden in „Amtsbezirk Sypittken“, nachdem zuvor der Gutsbezirk Sawadden zum benachbarten Amtsbezirk Wischniewen umgegliedert wurde.
1908 umfasste der Amtsbezirk Sypittken die Landgemeinden Czießen, Czynczen, Klein Lasken, Kutzen, Rundfließ (bis Umbenennung 1907: Krzywen), Statzen und Sypittken und den Gutsbezirk Lyck, Domänenamt (teilweise).
Aufgrund der Bestimmungen des Versailler Vertrags stimmte die Bevölkerung im Abstimmungsgebiet Allenstein, zu dem Sypittken gehörte, am 11. Juli 1920 über die weitere staatliche Zugehörigkeit zu Ostpreußen (und damit zu Deutschland) oder den Anschluss an Polen ab. In Sypittken stimmten 160 Einwohner für den Verbleib bei Ostpreußen, auf Polen entfiel keine Stimme.
1931 umfasste im Rahmen von Gebietsveränderungen der Amtsbezirk Sypittken die Landgemeinden Czynczen, Klein Lasken, Kutzen, Rundfließ, Seeheim (bis Umbenennung 1908: Czießen), Statzen und Sypittken.
1933 waren in Sypittken 301 Einwohner verzeichnet.
Sypittken wurde am 3. Juni 1938 im Zuge der vom Verein Bund Deutscher Osten betriebenen massiven Eindeutschung masurischer Ortsnamen baltischer oder slawischer Herkunft in „Vierbrücken“ umbenannt, die gleichlautende Umbenennung des Amtsbezirks folgte erst ein halbes Jahr später. 
1939 hatte Vierbrücken (Sypittken) nur noch 264 Einwohner.
Nach Ende des Zweiten Weltkrieges 1945 fiel das zum Deutschen Reich (Ostpreußen), Kreis Lyck, gehörende Vierbrücken an Polen. 
Die ansässige deutsche Bevölkerung wurde, soweit sie nicht geflüchtet war, nach 1945 größtenteils vertrieben und neben der angestammten masurischen Minderheit durch Neubürger aus anderen Teilen Polens ersetzt, die hier überwiegend aus der Region Augustów kamen. Der Ort wurde in „Sypitki“ umbenannt.
Von 1975 bis 1998 gehörte Sypitki zur damaligen Woiwodschaft Suwałki, kam dann 1999 zur neu gebildeten Woiwodschaft Ermland-Masuren. Heute ist Sypitki Sitz eines Schulzenamtes (polnisch Sołectwo) und somit eine Ortschaft im Verbund der Gmina Kalinowo.

## Kirche
Vor 1945 war Sypittken resp. Vierbrücken in die evangelische Kirche Pissanitzen (1926 bis 1945 Ebenfelde, polnisch Pisanica) und in die römisch-katholische Kirche in Prawdzisken (1934 bis 1945 Reiffenrode, polnisch Prawdziska) im Bistum Ermland eingepfarrt.
Heute gibt es in Sypitki katholischerseits eine eigene Kirche, die als Filialkirche zur Pfarrei in Wiśniowo Ełckie (Wischniewen, 1938 bis 1945 Kölmersdorf) im Bistum Ełk der Römisch-katholischen Kirche in Polen gehört. Die evangelischen Einwohner halten sich zur Kirchengemeinde in der Kreisstadt Ełk, einer Filialgemeinde der Pfarrei in Pisz (deutsch Johannibsurg) in der Diözese Masuren der Evangelisch-Augsburgischen Kirche in Polen.

## Verkehr

### Straßen
Sypitki liegt im Kreuzungspunkt der von der Landesstraße 16 bei Sędki (Sentken) kommenden und nach Stacze (Statzen) führenden Nebenstraße mit der Landstraße von Pisanica (Pissanitzen, 1926 bis 1945 Ebenfelde) nach Wiśniowo Ełckie (Wischniewen, 1938 bis 1945 Kölmersdorf).

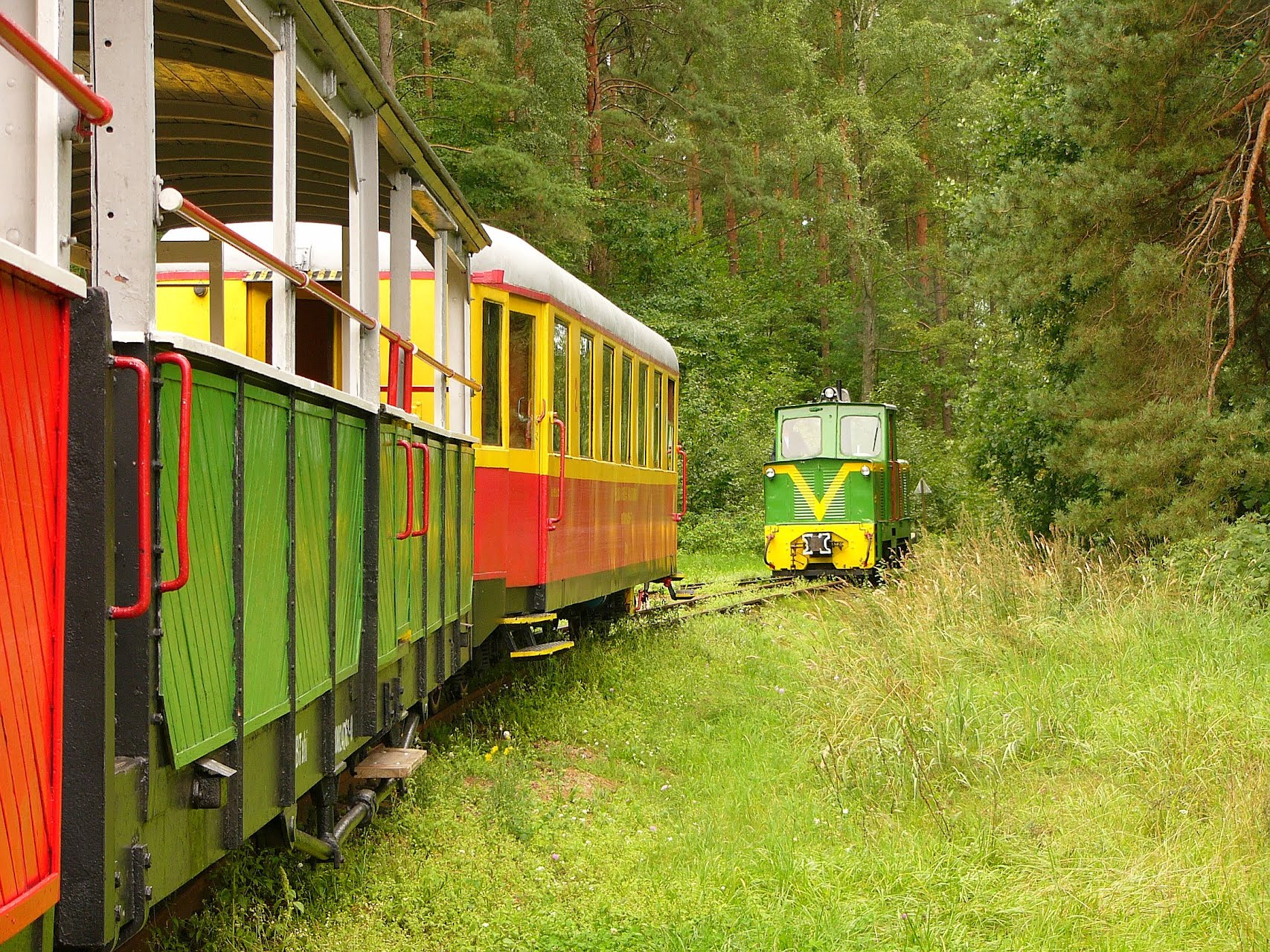
Umkoppeln bei der Ełcka Kolej Wąskotorowa in Sypitki

### Schienen
Im Dezember 1915 wurde Sypittken mit eigenem Bahnhof an die Lycker Kleinbahnen angebunden, die zur Personenbeförderung zwischen der Kreisstadt Lyck (polnisch Ełk) und dem Grenzort Thurowen (1938 bis 1945 Auersberg, polnisch Turowo) verkehrte, heute jedoch nur noch sporadisch betrieben wird: mit einem historischen Museumszug der Ełcka Kolej Wąskotorowa zwischen Ełk und Sypitki.